# Kaufmann für IT-System-Management
Kaufmann für IT-System-Management, früher Informations- und Telekommunikationssystemkaufmann (IT-Systemkaufmann), ist ein staatlich anerkannter Ausbildungsberuf. Die Kaufleute konzipieren und realisieren kundenspezifische Systemlösungen der Informationstechnik. Sie beraten und schulen Kunden, konzipieren Marketingstrategien, arbeiten Angebote aus und rechnen Aufträge ab.
IT-Systemkaufleute arbeiten in erster Linie in der IT-Branche, z. B. in IT-Systemhäusern, der Softwareberatung und -herstellung oder bei Datenverarbeitungsdiensten. Sie sind auch bei Herstellern von Informations- und Telekommunikationstechnik tätig. Darüber hinaus bietet die Unternehmensberatung im Bereich EDV-Beratung Beschäftigungsmöglichkeiten.

## Aufgabengebiet
Zum Aufgabengebiet des IT-Systemkaufmanns gehört das Zur-Verfügung-Stellen von informations- und telekommunikationstechnischen Lösungen für den Kunden, sowie die Durchführung von Projekten in kaufmännischer, technischer und organisatorischer Hinsicht zur Einführung und Erweiterung von IT-Systemen. Diese Arbeiten finden hauptsächlich im Einkauf, im Vertrieb und der Beratung statt. Zum Produktportfolio eines IT-Systemkaufmanns gehören neben Hard- und Software auch Lizenzen und Dienstleistungen zur Einrichtung und Verwaltung von IT-Systemen im Client und Server-Bereich.
Ferner ist er verantwortlich für die Durchführung von Dienstleistungen und sollte dem Kunden als zentraler Ansprechpartner zur Verfügung stehen. Zu seinen Arbeiten gehört zudem die Marktbeobachtung für informations- und telekommunikationstechnische Systeme sowie die Durchführung von Marketingmaßnahmen.

## Neuordnung der IT-Berufe
Zum 1. August 2020 trat eine Änderungsverordnung der dreijährigen industriellen IT-Berufe in Kraft. Der Ausbildungsberuf der IT-Systemkaufleute wurde durch den neuen Ausbildungsberuf Kaufleute für IT-System-Management ersetzt.

## Ausbildung
In der Regel dauert die Ausbildung drei Jahre. Die Ausbildung erfolgt im dualen Ausbildungssystem: dieses umfasst die betriebliche Ausbildung, die von der schulischen Ausbildung begleitet wird.
Die für alle neuen IT-Berufe gemeinsamen Kernqualifikationen werden durch die spezifischen Fachqualifikationen ergänzt. Hierbei wird berufsübergreifendes Denken und die Fähigkeit, das Zusammenwirken der Techniken aufzunehmen, gefördert.

### Ausbildungsinhalte
- Analyse informations- und telekommunikationstechnischer Kundenanforderungen
- Konzeption informations- und telekommunikationstechnischer Systeme
- Erstellung von Angeboten
- Information über Finanzierungsmöglichkeiten
- Abschluss von Verträgen
- Beschaffung von Geräten, Hard- und Software, sowie Dienstleistungen
- Einsatz von Methoden der Projektplanung, -durchführung und -kontrolle
- Installation informations- und telekommunikationstechnischer Systeme
- Inbetriebnahme von IT-Systemen und Übergabe an den Kunden
- Vereinbarung und Ausführung von Serviceleistungen
- Beratung und Schulung von Kunden und Usern
- Abrechnung von Auftragsleistungen
- Controlling, zur Kontrolle und stetigen Verbesserung der Prozesse
- Kundenreklamationen bearbeiten

### Prüfung
Die Abschlussprüfung des IT-Systemkaufmanns wird von der Industrie- und Handelskammer durchgeführt. Geprüft wird in zwei Bereichen, dazu gehört der „praktische Bereich“ und die „schriftliche Prüfung“.

#### Die praktische Prüfung
Im Praktischen Bereich muss der Auszubildende entweder in dem sechsmonatigen Praktikum oder im Ausbildungsbetrieb eine Projektarbeit durchführen und diese in einer Dokumentation festhalten. Die Projektarbeit umfasst maximal 15 Seiten Text sowie maximal 25 Seiten Anhang. Darüber hinaus muss das Projekt vor einem Prüfungsausschuss vorgetragen und verteidigt werden.
Als erstes muss sich der Auszubildende mit seinem Unternehmen auf ein berufsbezogenes Projekt einigen, das sowohl betriebswirtschaftliche als auch informationstechnische Inhalte besitzt. Dieses Projekt muss in Form eines Antrags bei der IHK eingereicht und bestätigt werden. Nach der Bestätigung hat der Auszubildende 30 Stunden Zeit, um das Projekt zu realisieren und zu dokumentieren.
Nachdem die Dokumentation eingereicht wurde, erhält der Auszubildende nach einiger Zeit eine Einladung zur mündlichen Prüfung. Diese unterteilt sich in die Abschnitte Präsentation und Fachgespräch. Bei dem ersten Abschnitt muss eine etwa 15 Minuten lange Präsentation vor den drei Prüfern des Prüfungsausschusses durchgeführt werden. Gleich darauf folgt nach einer kurzen Pause das Fachgespräch. Hier muss sich der Prüfling etwa 15 Minuten lang den Fragen der anwesenden Prüfer stellen.
Die Ausbildung endet nach der Bekanntgabe aller Prüfungsergebnisse. In der Regel ist dies zum Zeitpunkt der mündlichen Prüfung der Fall.

#### Die schriftliche Prüfung
Die schriftliche Abschlussprüfung findet zweimal jährlich statt und unterteilt sich in drei große Teilgebiete, die sich in ihrer Wertigkeit und Länge unterschieden.
Als erstes werden die beiden Abschnitte GA1 (Ganzheitliche Aufgabe 1) und GA2 (Ganzheitliche Aufgabe 2) geschrieben. Hier werden Themen aus den Bereichen Wirtschaftslehre, Rechnungswesen, Entwicklung von Anwendungen, Informationstechnische-Systemlehre und Englisch abgefragt. Der Netzplan umfasst jedes Jahr einen wesentlichen Bestandteil der ganzheitlichen Aufgaben.
Der dritte und letzte Abschnitt der schriftlichen Prüfung behandelt das Thema Wirtschafts- und Sozialkunde. Hier müssen in 60 Minuten mehrere Multiple-Choice-Fragen beantwortet werden.

## Abgrenzung von anderen IT-Berufen
- Kaufleute für Digitalisierungsmanagement ermitteln den Bedarf an IT-Produkten und Dienstleistungen, beschaffen Hard- und Software, führen diese im Unternehmen ein und beteiligen sie sich an der Entwicklung, Erstellung und Umsetzung individueller IT-Lösungen. Darüber hinaus informieren und beraten sie Kunden.[9]
- Fachinformatiker mit den Profilen:
  - Fachinformatiker der Fachrichtung Anwendungsentwicklung programmieren Software für den eigenen Betrieb oder Kundenunternehmen.[10]
  - Fachinformatiker der Fachrichtung Systemintegration planen, dokumentieren, installieren und betreiben bzw. verwalten IT-Systeme und Datenbanken.[11]
- IT-System-Elektroniker entwerfen, installieren und konfigurieren Systeme, Komponenten und Netzwerke, binden sie an die Stromversorgung an und prüfen die elektrische Sicherheit.[12]